# 라쉬반코리아
라쉬반 코리아는 대한민국의 남성속옷 제조 업체 회사이다. 라쉬반은 2013년부터 특허 분리기능을 가진 남성속옷을 연구하고 개발하는 회사이다. 다양한 방면에서 사회 공헌 활동을 펼치고 있고, 현재 KBS, MBC, SBS 등에서 드라마 단독을 협찬하는중이다, 2024년에 기능성 여성속옷과 해외 신규 드로즈를 선보일 예정이라고한다. 새로운 속옷 및 웨이 등 다양한 의류를 연구,개발하고 있다.

## 연혁
- 2001년

- 남성용 기능성 팬티 특허등록
- 남성'드로즈'단어 최초사용
- 2009년

- 남성용 기능성 팬티 PCT 국제등록
- 롯데 자이언츠 야구단
- 인삼공사 프로 농구단 후원사 지정
- 2011년

- 남성용 팬티 특허등록
- 2013년

- 법인 설립
- 한국능률협회 인증획득 (이노스타)
- 브랜드 파워 대상선정
- 일본,중국 수출계약 체결
- 2014년

-참속옷 라쉬반에서 라쉬반코리아 상호 변경
- E마트 입점(PB제품)
- 2015년

- 프랑스 란제리쇼 SALON INTERNATIONAL DE LA LINGERIE 2015 - 2016 참가
- 2016년

- 공정거래위원회 소비자부문 대상
- 레알 마드리드, FC바르셀로나 라이센스 체결 및 제품출시
- 롯데마트 'LASHEVAN HOMME'입점
- KPGA공식 파트너사 지정
- 2017년

- 중소벤처기업부장관 "올해의벤처상"
- KBS, MBC 등에서 드라마 단독 협찬
- 여수엑스포장 오픈
- 2018년

- 창원 강소기업 선정
- 이상민 광고 출연 및 드라마 간접광고 시행
- 게르마늄 신제품 출시
- 2019년

- 한국소비자원 소비자부문 대상
- 일본 총판계약
- 싱가폴 법인 설립
- CJEMN 홈쇼핑 5년 연속 판매(재구매율 1위)
- 2020년

- 품격속옷 라쉬반으로 슬로건 변경
- 항균 패션 마스크 제조 판매
- 토트넘 훗스퍼 라이센스 체결 및 제품 출시
- 싱가포르, 일본 법인설립
- 국방부 보급품 계약 체결
- 경남 스타트업 기업 선정
- 2021년

- 산업통상자원부장관 표창장
- BR Cooling 33.3으로 슬로건 변경
- 배우 성훈 모델 발탁
- 경남 지역 스타기업 육성사업 선정
- 포항스틸러스 공식 후원사 지정
- 독도 재단과 독도 영토주권 홍보 협약
- 부산역 매장 오픈
- 강철부대 라이센스 계약 및 제품 출시
- 국가대표 선수회 MOU체결
- 중소벤처기업부 성능인증 획득
- 대한민국 브랜드 대상 수상
- IP 경영인 대회 특허청장상 수상
- 2022년

- 포항역 매장오픈
- 게르마늄 함유 기능성 원단 특허등록
- 2023년

- 벤처창업진흥유공포상 대통령표창장 수상
- 홈웨어 출시
- 2024년

- 나무에서 추출한 소재로 실크의 감촉과 광택을 구현한 셀루켓(Celluket)원단 개발 및 출시
- 국방부장관 "군수품 상용화 업무 훈령"에 따라 우수 상용품 시범사용 적합제품 지정

## 브랜드
라쉬반은 토종 한국브랜드로, 프랑스어 여성 접두사 ‘라’에 왕자의 첫 돌상이란 뜻인 ‘쉬반’이 결합된 상표다.
대표 브랜드: 라쉬반(LASHEVAN), AIRBAG(마스크) 
해외 라이선스 브랜드: 레알마드리드, FC바르셀로나, 토트넘 훗스퍼

### 남성속옷
- 남자팬티(기능드로즈)
- 러닝
- 양말
- 마스크
- 홈웨어

## TVCF에 나왔던 라쉬반 광고들
| 대표 인물 | 내용                                                |
| --------- | --------------------------------------------------- |
| 이상민    | 라쉬반 광고 TVCF로 출연했으며 광고도 촬영하고 있다. |

성훈 (2021년) │ 전속모델 배우 성훈의 TVCF 출연
강철부대(박군) │  채널A 밀리터리 예능프로그램 <강철부대> 박군의 출연장면을 활용한 풋티지 TV광고

## 웹사이트
- 라쉬반 쇼핑몰 보관됨 2019-07-14 - 웨이백 머신